# Битка при Бордо (1653)
Битката при Бордо е морско сражение по време на Френско-испанската война, проведено на 20 октомври 1653 в естуарът на река Гарона. Испанският флот, воден от Алваро де Басан, 3-ти херцог на Санта Крус, изпратен да помогне на Бордо, тогава от контрола на благородници въстанали срещу Луи XIV по време на Фрондата, попада в канала Блайе на множество френски военни кораби, принадлежащи към армията на харцог дьо Вендом и пленява или унищожава по-голямата част от тях. След това е направен десант от около 1600-тно терцио, което превзема село Монтан. Подобен десант на Ил дьо Ре е отблъснат и Санта Крус, който е изпълнил заповедите си, се завръща в Испания.